# 14129 Дібуччі
14129 Дібуччі (14129 Dibucci) — астероїд головного поясу, відкритий 19 серпня 1998 року.
Тіссеранів параметр щодо Юпітера — 3,523.